# 谢尔盖·季哈诺夫斯基
谢尔盖·列昂尼多维奇·季哈诺夫斯基（俄语：Сергей Леонидович Тихановский，羅馬化：Sergey Leonidovich Tikhanovskiy，羅馬化：Siarhiej Leanidavič Cichanoŭski；1978年8月18日—），白俄罗斯YouTuber，社会活动人士。
2020年白俄羅斯總統選舉前，季哈诺夫斯基曾试图征集选民签名参选总统。他主张反腐，提出的口号是“蟑螂，住手！”（俄语：Стоп, таракан）。“蟑螂”是他给白俄罗斯总统亚历山大·卢卡申科起的绰号。他觉得卢卡申科的八字胡很像科尔涅伊·伊万诺维奇·楚科夫斯基的儿童诗《蟑螂怪兽》改编的同名苏联动画里的蟑螂形象。季哈诺夫斯基在车顶上安装了一个巨大的拖鞋模型，开着这辆车到白俄罗斯各地批评卢卡申科，并与民众交流。他的支持者走上明斯克等地街头，手持拖鞋游行。有媒体将此称作“拖鞋革命”（тапочная революция）。5月29日，他被逮捕，罪名是袭警。检方指控他破坏公共秩序，他可能会被判处三年有期徒刑。他的妻子斯韦特兰娜·季哈诺夫斯卡娅随后宣布代夫参选。2021年12月，白俄羅斯法院判處季哈諾夫斯基18年有期徒刑。
2025年6月21日，在美國對烏克蘭和俄羅斯特使基思·凱洛格前往白俄居中斡旋下，季哈诺夫斯基獲釋。